# Нарын (река)
Нары́н (Тарагай; кирг. Нарын, узб. Norin) — река в Средней Азии. Протекает по территории Иссык-Кульской, Нарынской, Джалал-Абадской областей Кыргызстана и Наманганской области Узбекистана.
Берёт начало при слиянии Кашкасу и Майтара.

## Гидрография

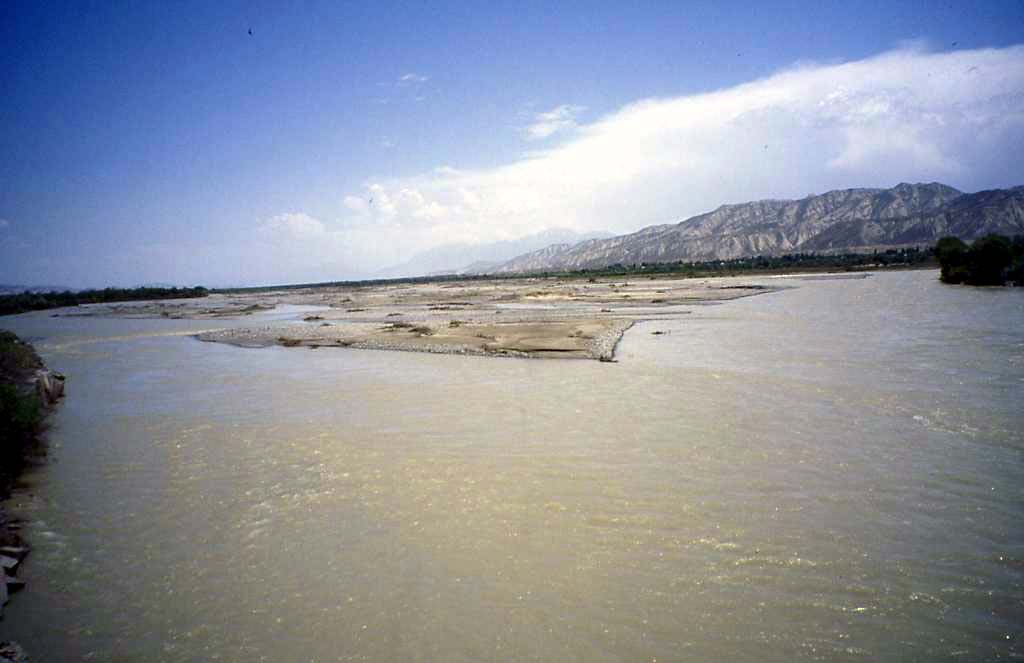
Нарын в нижнем течении, 2004

Длина Нарына — 807 км, площадь бассейна 59 900 км². Образуется слиянием рек Большой Нарын и Малый Нарын, берущих начало в ледниках Центрального Тянь-Шаня. Течёт в межгорной долине, местами в узких ущельях. Средний расход воды в устье — 480 м³/с, максимальный расход 2820 м³/с, взвешенных наносов — 760 кг/с. Питание ледниково-снеговое. Половодье с мая по август. Максимальный сток в июне — июле. В верховьях замерзает. Минерализация воды 200—500 мг/л, увеличивается к устью, особенно в межень. В верховьях реки расположен Нарынский государственный заповедник площадью 91023,5 га.
Нарын имеет множество притоков. Самые крупные из них: (справа) Кёкёмерен, Кара-Суу, Узун-Акмат, Чычкан, Он-Арча, Торкен, Кажырты, (слева) Ат-Баши, Алабуга, Кек-ийрим, Кара-Суу.

## Хозяйственная деятельность
Вода используется на орошение. Из Нарына берут начало Большой Ферганский канал и Северный Ферганский канал. Река обладает значительными энергетическими ресурсами. На ней расположены Токтогульское и Курпсайское водохранилища, Токтогульская ГЭС, Таш-Кумырская ГЭС, Учкурганская ГЭС, Курпсайская ГЭС, Шамалдысайская ГЭС, строится Камбаратинская ГЭС-2 и каскад Верхне-Нарынских ГЭС. На берегах реки находятся города: Нарын, Таш-Кумыр, Учкурган.